# Эзра (молодёжная организация)
Эзра (ивр. עזרא‎) — израильское национально-религиозное молодёжное движение, четвёртое по величине из сионистских молодежных движений в Государстве Израиль. Движение насчитывает около 25 000 активистов, развернутых в более чем 65 центрах деятельности в Израиле. Основано в Франкфурте в 1915 году.
На 17-м съезде движения было принято решение изменить название движения с «национально-ультраортодоксальное» на «национально-религиозное». На 2018 год генеральным секретарем движения является Шауль да-Малах.

## История
Депрессия и кризис, с которыми столкнулось все молодое еврейское поколение в начале XX века, никак не повлияли на религиозную ультра-ортодоксальную молодежь в Центральной Европе. Группа молодых ультраортодоксальных студентов признала настоятельную необходимость найти новый способ приблизить религиозную еврейскую молодежь к существующим в то время молодежным движениям и решила построить ультра-ортодоксальную еврейскую аналогию этих движений, которая приблизит молодёжь к вере и истинной Торе. Эта группа основала первые отделения нового молодёжного движения во время Первой мировой войны в 1915 году. К концу войны были официально организованы первые отделения и официально создано движение на первой конференции, состоявшейся во Франкфурте в 1919 году.
Движение названо в честь библейского священника Эзры (Ездры), который вывел еврейский народ из Вавилонского плена в Израиль, улучшил духовный уровень своего поколения и укрепил его духовную силу.